# Al-Dżunajna (Hama)
Al-Dżunajna (arab. الجنينة) – wieś w Syrii, w muhafazie Hama. W 2004 roku liczyła 341 mieszkańców.